# Liste d'écrivains basques
Cette liste d'écrivains basques vise à recenser la plupart des écrivains basques, et/ou de langue basque, et/ou revendiquant tout ou partie de leur appartenance à la culture basque.

## Navarrais

### Écrivains de langue basque

#### Écrivains classiques
- Joan Amendux (Pampelune, XVIe siècle).
- Pedro Agerre « Axular » (Urdazubi, 1556- Sare, 1644) : Gero (1643).
- Martin Goihetxe (Urrugne, 1791- Urrugne, 1859).
- Charles Bernadou (Bayonne, Labourd, 1841 - Bayonne, 1901)
- Augustin Etcheverry (Sare, 1849-1890).
- Pablo Fermin Irigarai « Larreko » (Auritz, 1869- Pampelune, 1949): Gerla urte, gezur urte.
- Arturo Kanpion (Pampelune, 1854- Saint-Sébastien, 1937).
- Aingeru Irigarai (Bera, 1899- Saint-Sébastien, 1983).

#### Écrivains contemporains
- Bernardo Estornes Lasa (Izaba, 1907-1999).
- Jose Angel Irigarai (Pampelune, 1942-).
- Laura Mintegi (Lizarra, 1955-).
- Eduardo Gil Bera (Tudera, 1957-) : Patziku parranda (1989).
- Jon Alonso (Pampelune, (1958-) : Agur, Darwin, eta beste arkeologia batzuk (2001).
- Jokin Muñoz (Castejon, 1963-) : Bizia lo (2003).
- Juanjo Olasagarre (Arbizu, 1963-) : Ezinezko maletak (2004).
- Alberto Barandiaran (Altsasu, 1964-) : Mundu txikia (2005).
- Castillo Suarez (Altsasu, (1976-).
- Anjel Erro (Burlata, 1978-).

### Écrivains de langue espagnole

#### Écrivains classiques
- Juda Halevi (Tutera, 1085 - Caire, 1141) : El Quesudá eta El Kuzarí.
- Abraham ibn Ezra, « Abenezra » (Tutera, 1092-1167).
- Benjamin Tuterakoa (Tutera, 1130-1173) : Sefer Maasaot (Bidaien liburua).
- Rodrigo Ximenez (Gares, 1170-1247)
- Abu al-Abbas Ahmad ben Abdullah ben Abi Hurayra al-Qaysi (Tutera, XIIe siècle).
- Diego Lizarrakoa (Lizarra, 1524-1578).
- Pedro Malón de Chaide (Cascante, 1530-1589).
- Antonio de Eslava (Zangoza, 1570 - ?).
- Joaquin Martinez de Zuñiga (Aguilar Kodeskoa, 1760-1818).
- Francisco Navarro Villoslada (Viana, 1818-1895).
- Serafin Olabe (1831-1884).
- Hermilio Oloritz (Pampelune, 1854-1919).
- Francisca Sarasate (Pampelune, XIXe siècle).

#### Écrivains contemporains
- Ignacio Baleztena Azkarate (Pampelune, 1887-1972).
- Marino Aierra (Irunberri, 1903-1988).
- José María Iribarren (Tutera, 1906-1971).
- Rafael Garcia Serrano (Pampelune, 1917-1988).
- Pablo Antoñana (Viana, 1927-2009).
- Xabier de Antoñana (Viana, 1933-).
- Lucia Bakedano (Pampelune, 1938-).
- Ramon Irigoien (Pampelune, 1942-)
- Juan Jose Benitez (Pampelune, 1946-): Caballo de Troya.
- Francisco Javier Irazoki (Lesaka, 1954).
- Fernando Chivite (Pampelune, 1959-).
- Jose Luis Gonzalez (en espagnol : José Luis González ; Pampelune, 1959-).

## Alavais

### Écrivains de langue basque
- Joan Perez de Lazarraga (1548?-(1605)
- Josemari Velez de Mendizabal (1949-)
- Xabier Montoia (1955-)
- Fito Rodriguez (1955-)
- Amado Gomez Ugarte (1956-)
- Rikardo Arregi (1958-)
- Edu Zelaieta (1973-)
- Karmele Jaio (1970-)
- Katixa Agirre (1981-)

### Écrivains de langue espagnole
- Félix María Samaniego (1745-1801)
- Valentin de Foronda (1751-1821)
- Pablo de Jerica (1781-1841)
- Ramiro de Maeztu (1875-1936)
- Ernestina de Champourcín (1905-1999)
- Ignacio Aldecoa (1925-1969)
- Pero Lopez Aiarakoa (1332-1407)
- Jeronimo Mendieta (1525-1604)
- Federico Baraibar (1851-1918)
- Toti Martinez de Lezea (1949-)

## Biscayens

### Écrivains de langue basque

#### Écrivains classiques
- Juan Antonio Mogel (1745-1804).
- Felipe Arrese (1841-1906).
- Txomin Agirre (1864-1920).
- Kirikiño (1866-1929).
- Julio Urquijo (1871-1950).
- Sorne Unzueta (1900-2005).
- Lauaxeta (1905-1937).
- Andima Ibinagabeitia (1906-1967).
- Eusebio Erkiaga (1912-1993).
- Alfonso Irigoyen (1929-1996).
- Gabriel Aresti (1933-1975).

#### Écrivains contemporains
- Pilar de Zubiaurre (1884-1970)
- Andolin Eguzkitza (1953-2004)
- Manu Ertzilla (1953-)
- Edorta Jiménez (1953-)
- Andres Urrutia (1954-)
- Jon Kortazar (1955-)
- Laura Mintegi (1955-)
- Joseba Sarrionandia (1958-)
- Jabier Kaltzakorta (1961-)
- Miren Agur Meabe (1962-)
- Jon Arretxe (1963-)
- Lutxo Egia (1969-)
- Kirmen Uribe (1970-)
- Asel Luzarraga (1971-)
- Unai Elorriaga (1973-)
- Julen Gabiria (1973-)
- Igor Estankona (1977-)
- Sonia Gonzalez (1977-)
- Urtzi Urrutikoetxea (1977-)

### Écrivains de langue espagnole

#### Écrivains classiques
- Antonio de Trueba (1819-1899)
- Miguel de Unamuno (1864-1936).
- Tomás Meabe (1879-1915)
- Ramon Basterra (1888-1928)
- Juan Larrea (1895-1980)
- Juan Antonio Zunzunegi (1900-1982).
- Blas de Otero (1916-1979).

#### Écrivains contemporains
- Javier Bengoetxea (1919-).
- Elias Amezaga (1920-2008).
- Jon Juaristi (1951-).
- Fernando Marias (1958-)
- Espido Freire (1974-)
- Nerea Riesco (1974-).

## Guipuscoans

### Écrivains classiques
- Manuel Larramendi (1690-1766)
- Juan Antonio Mogel (1745-1804): Peru Abarca.
- Indalezio Bizkarrondo « Bilintx » (1831-1876).
- Martzelino Soroa (1848-1902).
- Jose Manterola (1849-1884).
- Toribio Altzaga (1861-1941).
- Ramon Illarramendi (1879-1927).
- Romualdo Galdos (1885-1953).
- Antonio Amundarain (1885-1954).
- Nikolas Ormaetxea « Orixe » (1888-1961).
- « Tene » Mujika (1888-1981).
- Manuel Lekuona (1894-1987).
- Jose Mari Agirre « Xabier Lizardi » (1896-1933): Biotz-begietan.
- Rufina Azkue (1898-1972).
- Nemesio Etxaniz (1899-1982).
- Juan Arana « Loramendi » (1907-1933).
- Julian Alustiza (1913-2005).
- Yon Etxaide (1920-1998).
- Mikela Elizegi (?)

### Écrivains contemporains
- Benita Asas (1873-1968)
- Martin Ugalde (1921-2004).
- Juan San Martin (1922-2005).
- Juan María Lekuona (1927-2005).
- Jose Luis Alvarez Enparantza, « Txillardegi » (1929-).
- Gotzon Garate (1934-2008).
- Joxe Azurmendi (1941-).
- Paulo Iztueta (1941-).
- Ramon Saizarbitoria (1944-).
- Andoni Sarriegi (1946-).
- Patri Urkizu (1946-).
- Arantxa Urretabizkaia (1947-).
- Joan Mari Irigoien (1948-).
- Anjel Lertxundi (1948-).
- Mariasun Landa (1949-).
- Joseba Irazu, « Bernardo Atxaga » (1951-).
- Joxe Mari Iturralde (1951-).
- Joxerra Garzia (1953-).
- Koldo Izagirre (1953-).
- Pello Lizarralde (1956-).
- Joxean Sagastizabal (1956-).
- Felipe Juaristi (1957-).
- Lourdes Oñederra (1958-).
- Pablo Sastre (1958-).
- Joseba Etxarri Garmendia (1962-).
- Juan Luis Zabala (1963-).
- Arantxa Iturbe (1964-).
- Iban Zaldua (1966-).
- Fernando Morillo (1974-).
- Harkaitz Cano (1975-).

### Écrivains de langue espagnole
- Eugenio Otxoa (1815-1872).
- Pío Baroja (1872-1956).
- Gabriel Celaya (1911-1991).
- Luis Martín Santos (1924-1964) : Tiempo de Silencio.
- Jose Maria Mendiola (1929-2003).
- Jose Maria San Sebastian « Latxaga »(1933-).
- Fernando Aramburu (1959-).
- Oscar Hernandez[Lequel ?] (1976-).
- Begoña Ameztoy (?).
- Fabricio de Potestad (?).

## Labourdins

### Écrivains classiques
- Jean de Liçarrague (Briscous, 1506 - ?)
- Axular « Axular » (Urdazubi, 1556 - Sare, 1644)
- Jean-Pierre Duvoisin (Ainhoa, 1810 - Ciboure, 1891)
- Jean-Blaise Adema ()
- Gratien Adema « Zaldubi » (Saint-Pée-sur-Nivelle, 1828 -1907)
- Jean-Baptiste Elizanburu (Sare, 1828 -1891)
- Pierre Lafitte Ithurralde (Louhossoa, 1901- Bayonne, 1983 -)
- Piarres Larzabal (Ascain, 1915- Socoa, 1988 -)

### Écrivains contemporains
- Marie-Michèle Beaufils (Arbonne, 1949 - Bayonne, )
- Txomin Laxalt (Saint-Jean-de-Luz, 1952 -)
- Itxaro Borda (Bayonne, 1959 -)
- Maddi Zubeldia (Saint-Sébastien, 1961-)
- Ttotte Etxebeste (Urrugne, 1962 -)
- Marie Darrieussecq (Bayonne, 1969 -)
- Ur Apalategi (Paris, 1972 -)
- Eneko Bidegain (Bayonne, 1975-)

## Bas-navarrais

### Écrivains classiques
- Bernard d'Etchepare (1480?-?) Linguae vasconum primitiae (1545).

### Écrivains contemporains
- Fernando Aire Etxart « Xalbador » (1920-1976)
- Xipri Arbelbide (1934-).
- Manex Erdozaintzi-Etxart (1934-1984).
- Eñaut Etxamendi (1935-).
- Aurelia Arkotxa (1953-)
- Itxaro Borda (1959-):
- Antton Luku (1959-)

## Souletins

### Écrivains classiques
- Jacques Bela (1586-1667) ;
- Jean-Philippe de Béla (1709-1796) ;
- Arnauld Oihénart (1592-1667) ;
- Joan Tartas (1610-?) ;
- Etxahun (1786-1862) ;
- Augustin Chaho (1811-1858) ;
- Jean Baptiste Arxu (1811-1881) ;
- Emmanuel Inchauspé (1815-1902) ;
- Jean Dominique Julien Salaberri (1873-?).

### Écrivains contemporains
- Madeleine Jauregiberri (1884-1977).
- Jon Mirande (1925-1972).
- Pierre Bordaçarre (1908-1979).
- Marzelin Hegiapal (1910-1996).
- Gilen Epherre (1911-1974).
- Junes Casenave (1924-).
- Jean-Louis Davant (1935-).